# 拉季奇 (沃洛達爾西克-沃林西基區)
50°40′55″N 28°29′58″E / 50.68194°N 28.49944°E
拉季奇（烏克蘭語：Радичі），是烏克蘭北部的村莊，隸屬日托米爾州的日托米爾區。該村始建於十八世紀，面積14.83平方公里，2001年人口206，人口密度每平方公里13.89人。